# Керпенішу
Керпенішу (рум. Cărpenișu) — село у повіті Джурджу в Румунії. Входить до складу комуни Гейсень.
Село розташоване на відстані 38 км на захід від Бухареста, 75 км на північ від Джурджу, 146 км на схід від Крайови, 124 км на південь від Брашова.

## Населення
За даними перепису населення 2002 року у селі проживали 962 особи. Усі жителі села рідною мовою назвали румунську.
Національний склад населення села:
| Національність | Кількість осіб | Відсоток |
| -------------- | -------------- | -------- |
| румуни         | 873            | 90,7%    |
| цигани         | 89             | 9,3%     |